# Soulja Boy
DeAndre Cortez Way, mais conhecido como, Soulja Boy (Chicago, 28 de julho de 1990), é rapper e produtor dos Estados Unidos, que alcançou o topo da Billboard Hot 100 com o single "Crank That (Soulja Boy)", em setembro de 2007. Inicialmente, o próprio cantor postava sua música na internet, o que o levou ao topo nos Estados Unidos por sete semanas não consecutivas.

## Biografia
Soulja Boy nasceu em Chicago, no dia 28 de julho de 1990. Com seis anos, se mudou para Atlanta, onde começou a gostar de rap. Oito anos mais tarde, se mudou novamente: desta vez, para Batesville, no Mississippi com seu pai, que improvisou para o garoto um estúdio para que ele pudesse explorar seus talentos musicais. Soulja é uma gíria para soldado.
Em novembro de 2005, Soulja resolveu postar suas músicas no site SoundClick. O resultado foi tão positivo que ele resolveu apostar em suas próprias páginas no Youtube e no MySpace. Dois anos depois, gravou "Crank That (Soulja Boy)" e finalizou seu primeiro álbum independente Unsigned & Still Major: Da Album Before da Album.
Na sequência, o rapper produziu um vídeo demonstrativo chamado de "The Crank Dance", no qual ele explica passo a passo a coreografia de sua música de trabalho. No final de maio de 2007, Soulja assinou seu primeiro contrato musical com a gravadora Interscope Records.
Apenas quatro meses depois, "Crank That (Soulja Boy)" já aparecia no topo da Billboard Hot 100 e, no mês seguinte, ele gravou Souljaboytellem.com, seu álbum de estreia, nos Estados Unidos. Na 50ª edição do Grammy, o cantor foi indicado na categoria "Melhor Música de Rap" mas perdeu para "Good Life", gravada por Kanye West. O álbum vendeu pouco mais de 1 milhão de cópias.
No final de 2008, o rapper lançou seu segundo álbum ISouljaBoyTellem. Sua primeira música de trabalho foi "Bird Walk", que atingiu a 40ª posição na lista da Billboard. Além disso, o rapaz já gravou músicas em parceria com alguns artistas como Fergie, Bow Wow, Lil' Wil, Chris Brown, Ne-Yo,Trey Songz, Sammie, 50 Cent, Snoop Dogg entre outros.
No ano de 2010, Soulja Boy lançou uma música com 50 Cent cujo nome é Mean Mug, música que teve direito a um clipe gravado dias depois de seu lançamento ao público. A revista XXL edição Novembro teve como capa Soulja Boy e 50 Cent.
Em 2013 Soulja Boy veio em turnê para o Brasil. E fez parceria com Wanessa no single Turn It Up que foi lançado no canal oficial da cantora no YouTube no dia 25 de novembro de 2013.
Em 22 de Setembro de 2014 o cantor de funk ostentação MC Guime lançou uma canção em parceria com o rapper, chamada Brazil We Flexing .

## Controvérsias
Em Junho de 2008 o rapper Ice-T criticou Soulja Boy dizendo que as músicas do rapper estavam "matando o hip-hop" e ainda criticou a música "Crank That". Os dois trocaram farpas através de vídeos que eram postados nas redes sociais dos dois. O rapper Kanye West defendeu Soulja Boy alegando que Soulja era um jovem brilhante que tinha criado um novo subgênero do Hip hop. Em Setembro de 2011 Soulja lançou a música "Let's Be Real", em uma parte da música ele ataca as Forças Armadas dos Estados Unidos e até o FBI. Após o lançamento da música Soulja foi criticado por vários membros das forças armadas, além de também ser criticado por muitos de seus próprios fãs. Em 25 de agosto de 2012 Soulja Boy atacou o rapper Hopsin durante uma transmissão ao vivo em seu canal do youtube. A confusão entre Soulja Boy e Hopsin começou após a música "Sag My Pants" do rapper Hopsin ser lançada, em um momento da música o rapper ataca Soulja Boy. Em 3 de Setembro do mesmo ano, Soulja Boy lançou uma música em resposta á Hopsin. Em 3 de janeiro de 2017 uma confusão entre Soulja Boy e Chris Brown tomou conta da internet. A confusão começou após Soulja Boy curtir diversas fotos de Karrueche Tran ex-namorada de Chris Brown. A confusão chamou a atenção de vários outros artistas, até que o rapper 50 Cent disse em um vídeo publicado em seu Instagram que pagaria 1 milhão de dólares para ver os dois lutando em uma partida de Boxe. O comentário que era apenas uma piada foi levado a sério pela mídia e os ex lutadores Mike Tyson e Floyd Mayweather se envolveram no assunto e marcaram uma luta real para os dois. A luta deve acontecer em Dubai, o rapper Soulja Boy está sendo treinado por Floyd Mayweather enquanto Chris Brown está sendo treinado por Mike Tyson.

## Discografia

### Álbuns de estúdio
| Ano  | Álbum               | EUA 200 | EUA Rap | EUA R&B | Vendas nos EUA | Certificação |
| ---- | ------------------- | ------- | ------- | ------- | -------------- | ------------ |
| 2007 | Souljaboytellem.com | 4       | 1       | 4       | 1 700 000      | Platina      |
| 2008 | iSouljaBoyTellem    | 43      | 2       | 8       | 952 000        | Ouro         |
| 2010 | The DeAndre Way     | 90      | 8       | 18      | 56 000         | -            |
| 2014 | $uper Dope          | -       | -       | -       | -              |              |

### Mixtapes
- 2007: Supaman (hosted por DJ Scream)
- 2008: The Teen Of The South (hosted por DJ Scream)
- 2008: Live and Direct  (hosted por DJ Woogie)
- 2008: Shootin The Breeze Special Edition  (hosted por DJ Cannon Bannon)
- 2009: TellEm T.V.  (hosted por DJ Woogie)
- 2009: Stop The Snap (The Unofficial) (hosted por Dj Pseiko)
- 2009: Gangsta Grillz  (hosted por DJ Drama)
- 2009: Lord Of The Ringtones (hosted por DJ Woogie)
- 2009: My Way Of Life (hosted por DJ Ill Will, DJ Rockstar e DJ Woogie)
- 2009: Cortez  (hosted por DJ Whoo Kid)
- 2009: Datpiff  (hosted por DJ Holiday)
- 2009: Paranormal Activity  (hosted por DJ Woogie)
- 2009: Official Black Label
- 2010: Teenege Millionaire
- 2010: Legendary  (hosted por DJ Ill Will, DJ Rockstar e Dj Woogie)
- 2010: Death Note
- 2010: Soulja Society
- 2011: Smooky
- 2011: Soulja Boy Skate Boy
- 2011: 1UP
- 2011: Juice (hosted por DJ Scream)
- 2011: 21: EP
- 2011: Supreme
- 2011: Skate Boy
- 2012: 50/13
- 2013: Foreign 2
- 2013: King Soulja
- 2013: Life After Fame
- 2013: All Black EP
- 2013: Cuban Link EP
- 2013: The King Mixtape
- 2014: King Soulja 2
- 2014: King Soulja 3
- 2014: Young Millionaire
- 2019: New Drip

## Outros empreendimentos

### Stacks on Deck Money Gang Entertainment
Way fundou junto ao seu melhor amigo Arab 2059 sua gravadora SODMG em 2004. Enquanto Way foi assinado em Interscope e Music Collipark, ele alegou que sua gravadora tinha acordos de distribuição com Universal Music Group e eOne Music.
Artistas atual
- Soulja Boy (SODMG) (CEO) (P.T.E)
- Arab 2059 (SODMG) (P.T.E)
- J-Bar (SODMG) (P.T.E)
- KillaCam (SODMG) (P.T.E)
- 350 (SODMG) (P.T.E)
- Killa From Tha Park (SODMG) (P.T.E)
- Killa J (SODMG)
- Lil100 (SODMG)
- Lil God (SODMG)
- Lil Soulja On Tha Track (SODMG) (FFG)
- YG400 (SODMG/SODMG Mozambique)
- Antonio também conhecido como Tony The Deity (SODMG) (P.T.E)
- Spinning 9 (SODMG / SODMG Alemanha)
- Lil Lucert (SODMG / Collipark Music)
- M2thak aka Big Keezy (SODMG)
- LilTrap (SODMG)
- J Takin (SODMG) (P.T.B)
- King Reefa (SODMG) (P.T.E)
- Soulja Kid (SODMG)

DJ e Produtores
- Soulja Boy
- DJ Whoogie
- G5Kids
- Dinheiro Kwony
- Pops On Da Beat

### Singles
| Ano  | Título                                      | Posições | Posições | Posições | Posições | Posições | Posições | Posições | Posições | Posições | Posições | Posições | Posições | Posições | Posições | Álbum               |
| Ano  | Título                                      | EUA      | EUA R&B  | EUA Rap  | EUA Pop  | EUA Air  | AUS      | CAN      | NZ       | RU       | IRL      | FRA      | BRA      | EURO     | WW       | Álbum               |
| ---- | ------------------------------------------- | -------- | -------- | -------- | -------- | -------- | -------- | -------- | -------- | -------- | -------- | -------- | -------- | -------- | -------- | ------------------- |
| 2007 | "Crank That (Soulja Boy)"                   | 1        | 3        | 1        | 2        | —        | 3        | 5        | 2        | 2        | 3        | 1        | 44       | 3        | 7        | Souljaboytellem.com |
| 2007 | "Soulja Girl" (featuring I-15)              | 32       | 13       | 6        | 45       | 9        | —        | 75       | 10       | —        | —        | 34       | —        | —        | —        | Souljaboytellem.com |
| 2008 | "Yahhh!" (featuring Arab)                   | 48       | 34       | 17       | 48       | 7        | 35       | 72       | 3        | 49       | 18       | —        | —        | —        | —        | Souljaboytellem.com |
| 2008 | "Let Me Get Em"                             | 115      | 121      | —        | —        | —        | —        | —        | —        | —        | —        | —        | —        | —        | —        | Souljaboytellem.com |
| 2008 | "Donk"                                      | 121      | 37       | 22       | —        | —        | —        | —        | —        | —        | —        | —        | —        | —        | —        | Souljaboytellem.com |
| 2008 | "Bird Walk"                                 | 102      | 40       | 17       | —        | —        | —        | —        | —        | —        | —        | —        | —        | —        | —        | iSouljaboytellem    |
| 2008 | "Kiss Me Thru the Phone" (featuring Sammie) | 3        | 6        | 2        | 7        | —        | 74       | 24       | 2        | —        | —        | —        | —        | —        | —        | iSouljaboytellem    |
| 2009 | "Turn My Swag On"                           | 61       | 27       | —        | —        | —        | —        | —        | —        | —        | —        | —        | —        | —        | —        | iSouljaboytellem    |
| 2009 | "POW"                                       | —        | —        | —        | —        | —        | —        | —        | —        | —        | —        | —        | —        | —        | —        |                     |
| 2010 | "Pretty Boy Swag"                           | 34       | —        | 6        | —        | —        | —        | —        | —        | —        | —        | —        | —        | —        | —        | The DeAndre Way     |
| 2010 | "Blowing Me Kisses"                         | —        | —        | —        | —        | —        | —        | —        | —        | —        | —        | —        | —        | —        | —        | The DeAndre Way     |
| 2010 | "Speakers Going Hammer"                     | —        | —        | —        | —        | —        | —        | —        | —        | —        | —        | —        | —        | —        | —        | The DeAndre Way     |

### Outras canções
| Ano  | Título                                                            | Posições    | Posições    | Posições    | Álbum                |
| Ano  | Título                                                            | EUA Hot 100 | EUA Hot R&B | EUA Hot Rap | Álbum                |
| ---- | ----------------------------------------------------------------- | ----------- | ----------- | ----------- | -------------------- |
| 2007 | "Clumsy (Collipark Remix)" (Fergie featuring Soulja Boy Tell 'Em) | —           | —           | —           | Single sem álbum     |
| 2008 | "Soulja Boy Tellem"                                               | 108         | —           | —           | iSouljaBoyTellem     |
| 2008 | "Gucci Bandana" (featuring Gucci Mane e Shawty Lo)                | —           | 89          | —           | iSouljaBoyTellem     |
| 2008 | "I'm Bout Tha Stax (Intro)"                                       | 124         | —           | —           | iSouljaBoyTellem     |
| 2008 | "Swing" (Remix) (Savage featuring Soulja Boy Tell 'Em)            | 43          | —           | 20          | Savage Island        |
| 2008 | "Marco Polo" (Bow Wow featuring Soulja Boy Tell 'Em)              | 65          | 28          | 22          | New Jack City Part 2 |

### Aparições como convidado
- 2007: "Clumsy (Collipark Remix)" (Por Fergie)
- 2008: "Crank It Up" (Por Camp 22)
- 2008: "Get It Poppin" (Por Tyra B)
- 2008: "Get Silly (Collipark Remix)" (Por V.I.C.)
- 2008: "Girlfriend (Remix)" (Por Omarion)
- 2008: "Marco Polo" (Por Bow Wow)
- 2008: "My Dougie (Remix)" (Por Lil Wil)
- 2008: "They Lookin' at My Neck" (Por Trackstar)
- 2008: "Turn It Up (Gotta Chose)" (Por Chingy)
- 2008: "Get Money" (Por Bow Wow)
- 2008: "Get Em, Got Em" (Por Gucci Mane)
- 2008: "100K" (Por DJ Woogie)
- 2009: Pronto (Snoop Dogg)
- 2009: Drop It Low (Ester Dean e Chris Brown)
- 2009: Bingo (Gucci Mane)
- 2010: Sponsor (Teairra Mari)
- 2010: All The Way Turnt Up (Roscoe Dash)
- 2010: Rich Girl (Justin Bieber)
- 2010: Do it Again (Dan Talevski)
- 2013: Trigger Finger (Lil' Wayne)
- 2014: Brazil We Flexing (Mc Guimê)